# Murung Raya
Murung Raya ist ein indonesischer Regierungsbezirk (Kabupaten) in der indonesischen Provinz Kalimantan Tengah. Mitte 2024 leben hier über 120.000 Menschen – 52,10 Prozent davon Männer. Der Regierungssitz des Kabupaten Murung Raya ist Puruk Cahu im Südosten des Bezirks.

## Geographie
Der Bezirk Murung Raya ist der flächenmäßig größte Regierungsbezirk der Provinz (15,36 Prozent der Provinzfläche). Er belegt den sechsten Platz unter allen 47 Bezirken auf der Insel Kalimantan.

Er ist der nördlichste Regierungsbezirk in der Provinz Kalimantan Tengah und der einzige Bezirk dieser Provinz, der sowohl auf der Nord- als auch auf der Südhalbkugel liegt, dies betrifft die beiden Distrikte Seribu Riam und Uut Murung. Der Bezirk erstreckt sich zwischen 0° 47′ 27,6″ n. Br. und 0° 51′ 53,1″ s. Br. sowie zwischen 113° 13′ 09,6″ und 115° 08′ 14,6″ ö. L.
Er grenzt (im Uhrzeigersinn) an die folgenden Regierungsbezirke (Kabupaten): Im Westen an Sintang, im Nordwesten an Kapuas Hulu (beide Provinz Kalimantan Barat), im Norden bis zum Osten an Mahakam Ulu (Provinz Kalimantan Timur), intern im Südosten an Barito Utara und ebenfalls intern an die Distrikte Kapuas und Gunung Mas im Süden.

## Verwaltungsgliederung
Der Bezirk gliedert sich in zehn Distrikte oder Unterbezirke (indonesisch Kecamatan) mit 125 Dörfern (indonesisch Desa) von denen 9 als Kelurahan städtisch geprägt sind. Eine weitere Unterteilung erfolgt in 10 RW (Rukun Warga) und 424 RT (Rukun Tetangga)
| Code 1)  | Kecamatan Distrikt    | Ibu Kota Verwaltungssitz | Fläche (km²) | Einw. Census 2010 2) | Volkszählung 2020 3) | Volkszählung 2020 3) | Volkszählung 2020 3) | Anzahl der Dörfer | Anzahl der Dörfer |
| Code 1)  | Kecamatan Distrikt    | Ibu Kota Verwaltungssitz | Fläche (km²) | Einw. Census 2010 2) | Einw. 3)             | 0Dichte 4)0          | Sex Ratio 5)         | Dörfer            | Kel. 6)           |
| -------- | --------------------- | ------------------------ | ------------ | -------------------- | -------------------- | -------------------- | -------------------- | ----------------- | ----------------- |
| 62.12.01 | Murung                | Beriwit                  | 730          | 29.894               | 39.630               | 54,3                 | 107,39               | 13                | 2                 |
| 62.12.02 | Tanah Siang           | Saripoi                  | 1.239        | 12.447               | 13.775               | 11,1                 | 110,40               | 26                | 1                 |
| 62.12.03 | Laung Tuhup           | Muara Laung I            | 1.611        | 18.555               | 20.856               | 13,0                 | 106,98               | 23                | 3                 |
| 62.12.04 | Permata Intan         | Tumbang Lahung           | 804          | 10.867               | 11.989               | 14,9                 | 108,19               | 10                | 2                 |
| 62.12.05 | Sumber Barito         | Tumbang Kunyi            | 2.797        | 7.746                | 6.952                | 2,5                  | 112,07               | 8                 | 1                 |
| 62.12.06 | Barito Tuhup Raya     | Makunjung                | 1.500        | 4.222                | 4.939                | 3,3                  | 108,36               | 11                | –                 |
| 62.12.07 | Tanah Siang Selatan00 | Dirung Lingkin           | 310          | 4.810                | 5.631                | 18,2                 | 106,11               | 7                 | –                 |
| 62.12.08 | Sungai Babuat         | Tumbang Bantian          | 423          | 2.219                | 2.529                | 6,0                  | 111,76               | 6                 | –                 |
| 62.12.09 | Seribu Riam           | Muara Joloi I            | 7.023        | 3.559                | 3.248                | 0,5                  | 110,64               | 7                 | –                 |
| 62.12.10 | Uut Murung            | Tumbang Olong I          | 7.263        | 2.538                | 1.978                | 0,3                  | 111,78               | 5                 | –                 |
| 62.12    | Kab. Murung Raya      | Kab. Murung Raya         | 23.700       | 96.857               | 111.527              | 4,7                  | 108,15               | 116               | 9                 |

## Demographie
Mit 4,28 % der Bevölkerung wird der 10. Platz unter den 14 (13+1) Einheiten der Provinz belegt. Dies bedeutet Platz 41 unter allen 47 Kabupaten der Insel Kalimantan. Die Bevölkerungsdichte von genau 5 Einwohner pro Quadratkilometer ist die drittniedrigste auf der Insel (Angaben von Ende 2023).
Der Frauenanteil stieg zwischen den beiden Volkszählungen 2010 und 2020 und ist ab dem Jahresende 2023 wieder rückläufig (1. Halbjahr 2024: 47,90 % Frauen bzw. ein Geschlechterverhältnis von 108,75).
| Religion im Jahr 2020 | Religion im Jahr 2020 | Religion im Jahr 2020 | Religion im Jahr 2020 |
| Religion              | Anzahl                | Anteil (%)            | Gebäude               |
| --------------------- | --------------------- | --------------------- | --------------------- |
| Islam                 | 72.658                | 65,89                 | 083 1)                |
| Christen insg.        | 24.392 2)             | 22,12                 | 146                   |
| Davon:                |                       |                       |                       |
| Protestanten          | 18.320                | 75,11                 | 124                   |
| Katholiken            | 06.072                | 24,89                 | 022                   |
|                       |                       |                       |                       |
| Hindus                | 13.220                | 11,99                 | 1 Pura 43 Basara      |

| Jahr  | Gesamt- Bevölkerung | Männer  | %     | Frauen  | %     | Sex Ratio 3) |
| 02010 | 0096.857            | 050.336 | 51,97 | 046.521 | 48,03 | 108,20       |
| 02020 | 0111.527            | 057.948 | 51,96 | 053.579 | 48,04 | 108,15       |
| 02023 | 0117.877            | 061.323 | 52,02 | 056.554 | 47,98 | 108,43       |

### Soziale Daten 2020
| Merkmal                                                             | Kab. Murong Raya | 0Prov. Kalimantan Tengah0 |
| ------------------------------------------------------------------- | ---------------- | ------------------------- |
| Bevölkerung unterhalb der Armutsgrenze (Tsd.)00                     | 07,18            | 132,94                    |
| Anteil der „armen Bevölkerung“ (indonesisch Penduduk miskin) (%)000 | 05,85            | 004,82                    |
| Arbeitslosenrate (%)                                                | 03,10            | 004,58                    |
| Lebenserwartung bei der Geburt (Jahre)                              | 69,51            | 069,74                    |
| HDI-Index                                                           | 67,98            | 071,05                    |
| Analphabetenrate (in %, 15+ J.)                                     | 00,98            | 000,80                    |
| Anteil der Altersgruppen                                            | 0Real0           | 0Prozentual0              |
| Kinder (<15 J.)                                                     | 031.4590         | 28,21                     |
| arbeitsfähige Bevölkerung (15–64 J.)                                | 076.2750         | 68,39                     |
| Rentner und Pensionäre (>65 J.)                                     | 003.7930         | 03,40                     |

### Aktuelle Daten der Bevölkerungsfortschreibung
Nachfolgende Tabelle gibt den Einwohnerstand nach Geschlecht vom Jahresende 2022 und 2023 sowie zur Jahresmitte 2024 wieder. Er resultiert aus den Ergebnissen der Fortschreibung durch die örtlichen Zivilregistrierungsbüros (Disdukcapil, indonesisch Dinas Kependudukan dan Pencatatan Sipil). Der aktuelle Stand kann in einer interaktiven Karte abgerufen werden.
| Kecamatan                | 12/2022 1) | 12/2022 1) | 12/2022 1) | 12/2023 2) | 12/2023 2) | 12/2023 2) | 06/2024 3) | 06/2024 3) | 06/2024 3) | 06/2024 3)    | 06/2024 3)       | 06/2024 3)   |
| Kecamatan                | Gesamt     | Männer     | Frauen     | Gesamt     | Männer     | Frauen     | Gesamt     | Männer     | Frauen     | Fläche 4) km² | Dichte Einw./km² | Sex Ratio 5) |
| ------------------------ | ---------- | ---------- | ---------- | ---------- | ---------- | ---------- | ---------- | ---------- | ---------- | ------------- | ---------------- | ------------ |
| Murung                   | 44.120     | 22.754     | 21.366     | 42.984     | 22.157     | 20.827     | 44.120     | 22.754     | 21.366     | 734,03        | 60,1             | 106,50       |
| Tanah Siang              | 15.485     | 8.141      | 7.344      | 14.989     | 7.876      | 7.113      | 15.485     | 8.141      | 7.344      | 1.350,06      | 11,5             | 110,85       |
| Laung Tuhup              | 22.511     | 11.799     | 10.712     | 21.948     | 11.486     | 10.462     | 22.511     | 11.799     | 10.712     | 1.743,62      | 12,9             | 110,15       |
| Permata Intan            | 12.148     | 6.317      | 5.831      | 11.890     | 6.154      | 5.736      | 12.148     | 6.317      | 5.831      | 785,89        | 15,5             | 108,33       |
| Sumber Barito            | 6.133      | 3.219      | 2.914      | 6.110      | 3.195      | 2.915      | 6.133      | 3.219      | 2.914      | 1.389,37      | 4,4              | 110,47       |
| Barito Tuhup Raya        | 5.553      | 2.929      | 2.624      | 5.446      | 2.870      | 2.576      | 5.553      | 2.929      | 2.624      | 1.222,93      | 4,5              | 111,62       |
| Tanah Siang Selatan      | 6.733      | 3.479      | 3.254      | 6.464      | 3.347      | 3.117      | 6.733      | 3.479      | 3.254      | 113,00        | 59,6             | 106,91       |
| Sungai Babuat            | 2.894      | 1.505      | 1.389      | 2.819      | 1.471      | 1.348      | 2.894      | 1.505      | 1.389      | 312,03        | 9,3              | 108,35       |
| Seribu Riam              | 3.127      | 1.677      | 1.450      | 3.098      | 1.647      | 1.451      | 3.127      | 1.677      | 1.450      | 8.457,15      | 0,4              | 115,66       |
| Uut Murung               | 2.120      | 1.125      | 995        | 2.129      | 1.120      | 1.009      | 2.120      | 1.125      | 995        | 7.467,24      | 0,3              | 113,07       |
| 0Kabupaten Murung Raya00 | 120.824    | 62.945     | 57.879     | 117.877    | 61.323     | 56.554     | 120.824    | 62.945     | 57.879     | 23.575,32     | 5,1              | 108,75       |